# ABA Liga 2021-2022
La ABA Liga 2021-2022, nota anche come AdmiralBet ABA League per motivi di sponsorizzazione, è stata la 21ª edizione della Lega Adriatica.

## Squadre

### Promozione e retrocessione
Partecipano 14 squadre, di cui 13 provenienti dalla stagione 2020–21 e la vincitrice dalla ABA 2 Liga 2020-2021, il Košarkaški klub Studentski Centar.

### Squadre partecipanti
Serbia
- FMP Belgrado
- Mega Belgrado
- Partizan
- Stella Rossa
- Borac Čačak

 Croazia
- Spalato
- Cibona Zagabria
- Zara

 Montenegro
- Mornar Bar
- Budućnost
- Studentski Centar

 Slovenia
- Cedevita Olimpija
- Krka Novo mesto

 Bosnia ed Erzegovina
- Igokea

## Regular season
Classifica aggiornata all'11 aprile 2022
|  | Qualificate per la Final four                         |
|  | Qualificate per il turno preliminare                  |
|  | Qualificata per lo spareggio retrocessione/promozione |
|  | Retrocessa in ABA 2 Liga                              |

|     | Squadra                  | G  | V  | P  | PF   | PS   | Diff. | P.ti | SD  |
| --- | ------------------------ | -- | -- | -- | ---- | ---- | ----- | ---- | --- |
| 1.  | Stella Rossa mts         | 26 | 24 | 2  | 2140 | 1819 | +321  | 50   |     |
| 2.  | Partizan NIS             | 26 | 22 | 4  | 2178 | 1840 | +338  | 48   |     |
| 3.  | Budućnost VOLI Podgorica | 26 | 19 | 7  | 2102 | 1902 | +200  | 45   |     |
| 4.  | Cedevita Olimpija        | 26 | 18 | 8  | 2205 | 2056 | +149  | 44   |     |
| 5.  | Igokea m:tel             | 26 | 15 | 11 | 2053 | 1959 | +94   | 41   |     |
| 6.  | FMP Meridian Belgrado    | 26 | 14 | 12 | 2121 | 2097 | +24   | 40   |     |
| 7.  | Studentski Centar Derby  | 26 | 12 | 14 | 2107 | 2212 | -105  | 38   |     |
| 8.  | Cibona Zagabria          | 26 | 11 | 15 | 2014 | 2005 | +9    | 37   |     |
| 9.  | Mornar Barsko zlato      | 26 | 10 | 16 | 1986 | 2056 | -70   | 36   | 2-0 |
| 10. | Mega Mozzart             | 26 | 10 | 16 | 2043 | 2101 | -58   | 36   | 0-2 |
| 11. | Borac Čačak              | 26 | 9  | 17 | 1962 | 2098 | -136  | 35   |     |
| 12. | Zadar                    | 26 | 8  | 18 | 1899 | 2046 | -147  | 34   |     |
| 13. | Spalato                  | 26 | 6  | 20 | 1848 | 2102 | -254  | 32   |     |
| 14. | Krka                     | 26 | 4  | 22 | 1813 | 2178 | -365  | 0    |     |

## Playoff

### Tabellone
|  | Quarti di finale | Quarti di finale  | Quarti di finale |                   |              | Semifinali   | Semifinali   | Semifinali |  |  | Finale | Finale | Finale |  |
|  |                  |                   |                  |                   |              |              |              |            |  |  |        |        |        |  |
|  |                  |                   |                  |                   |              | 1            | Stella Rossa | 2          |  |  |        |        |        |  |
|  |                  |                   |                  |                   |              | 1            | Stella Rossa | 2          |  |  |        |        |        |  |
|  |                  |                   |                  | Cedevita Olimpija | 1            |              |              |            |  |  |        |        |        |  |
|  | 4                | Cedevita Olimpija | 2                | Cedevita Olimpija | 1            |              |              |            |  |  |        |        |        |  |
|  | 4                | Cedevita Olimpija | 2                |                   |              |              |              |            |  |  |        |        |        |  |
|  | 5                | Igokea            | 0                |                   |              |              |              |            |  |  |        |        |        |  |
|  | 5                | Igokea            | 0                |                   | Stella Rossa | Stella Rossa | 3            |            |  |  |        |        |        |  |
|  |                  |                   |                  |                   |              |              |              |            |  |  |        |        |        |  |
|  |                  |                   | Partizan         | Partizan          | 2            |              |              |            |  |  |        |        |        |  |
|  |                  |                   |                  | Partizan          | 2            |              |              |            |  |  |        |        |        |  |
|  |                  |                   |                  |                   |              |              |              |            |  |  |        |        |        |  |
|  |                  |                   |                  |                   |              |              |              |            |  |  |        |        |        |  |
|  |                  | 2                 | Partizan         | 2                 |              |              |              |            |  |  |        |        |        |  |
|  |                  |                   |                  | 2                 |              |              |              |            |  |  |        |        |        |  |
|  |                  |                   |                  | Budućnost         | 1            |              |              |            |  |  |        |        |        |  |
|  | 3                | Budućnost         | 2                | Budućnost         | 1            |              |              |            |  |  |        |        |        |  |
|  | 3                | Budućnost         | 2                |                   |              |              |              |            |  |  |        |        |        |  |
|  | 6                | FMP Belgrado      | 0                |                   |              |              |              |            |  |  |        |        |        |  |

### Turno preliminare
| Squadra 1         | Totale | Squadra 2    | Gara 1 | Gara 2 | Gara 3 |
| ----------------- | ------ | ------------ | ------ | ------ | ------ |
| Budućnost VOLI    | 2 - 0  | FMP Meridian | 76-70  | 79-74  | -      |
| Cedevita Olimpija | 2 - 0  | Igokea       | 93-79  | 74-69  | -      |

### Semifinali
| Squadra 1        | Totale | Squadra 2         | Gara 1 | Gara 2 | Gara 3 |
| ---------------- | ------ | ----------------- | ------ | ------ | ------ |
| Stella Rossa mts | 2 - 1  | Cedevita Olimpija | 93-82  | 80-88  | 88-78  |
| Partizan NIS     | 2 - 1  | Budućnost VOLI    | 82-66  | 71-72  | 101-77 |

### Finale
| Squadra 1        | Totale | Squadra 2    | Gara 1 | Gara 2 | Gara 3 | Gara 4 | Gara 5 |
| ---------------- | ------ | ------------ | ------ | ------ | ------ | ------ | ------ |
| Stella Rossa mts | 3 - 2  | Partizan NIS | 90-76  | 85-81  | 67-70  | 84-112 | 80-77  |

## Spareggio retrocessione/promozione
La squadra classificata al 13º posto in classifica e la seconda classificata della ABA 2 Liga 2021-2022 devono scontrarsi in una serie per ottenere un posto nella stagione successiva in Lega Adriatica. La squadra che doveva affrontare lo spareggio doveva essere il Košarkaški klub Split.
Tuttavia, poiché le regole della ABA Liga impongono che un massimo di 5 squadre provenienti dallo stesso paese possano partecipare alla competizione, e dal momento che il club serbo dello Košarkaški klub Zlatibor Čajetina è il vincitore della ABA 2 Liga 2021-2022, lo spareggio retrocessione/promozione viene giocato tra questa squadra ed il team serbo peggiore classificato, ossia il Košarkaški klub Borac Čačak.
| Squadra 1   | Totale | Squadra 2 | Gara 1 | Gara 2 | Gara 3 |
| ----------- | ------ | --------- | ------ | ------ | ------ |
| Borac Čačak | 2-0    | Zlatibor  | 85-80  | 87-66  | -      |

## Squadre della Lega Adriatica partecipanti nelle competizioni europee
| Squadra                  | Competizione     | Andamento         |
| ------------------------ | ---------------- | ----------------- |
| Stella Rossa mts         | Euroleague       | Regular season    |
| Budućnost VOLI Podgorica | Eurocup          | Ottavi di finale  |
| Partizan NIS             | Eurocup          | Ottavi di finale  |
| Cedevita Olimpija        | Eurocup          | Quarti di finale  |
| Igokea                   | Champions League | Play-ins          |
| Spalato                  | Champions League | Turno preliminare |
| Mornar Bar               | Champions League | Turno preliminare |
| Mornar Bar               | FIBA Europe Cup  | Regular season    |

## Premi e riconoscimenti
- ABA Liga MVP:  Nikola Kalinić,  Stella Rossa[2]
- ABA Liga Finals MVP:  Ognjen Dobrić,  Stella Rossa[3]
- Allenatore dell'anno:  Željko Obradović,  Partizan[4]
- Miglior prospetto:  Nikola Jović,  Mega Belgrado[5]
- Miglior difensore:  Branko Lazić,  Stella Rossa
- Quintetto ideale:[6]
  -  Kevin Punter,  Partizan
  -  Jaka Blažič,  Cedevita Olimpija
  -  Nikola Kalinić,  Stella Rossa
  -  Zach LeDay,  Partizan
  -  Kenan Kamenjaš,  Studentski Centar